# 銭薇娟
ローサ・チェン（Rosa Chien）こと銭 薇娟（チェン・ウェイチュアン、Chien Wei-chuan、1990年11月7日 - ）は、台湾の元女子バスケットボール選手で、現在は指導者である。台湾の女子バスケットボール史において最も顕著な活躍をした選手として知られる。1988年から2008年までチャイニーズタイペイ代表としてアジア選手権10回出場した。

## 来歴
歴代最年少となる15歳でナショナルチーム入り。 1993年ユニバーシアードでは香港戦にで84得点を記録し、117-35で勝利。1999年、WNBA、 オーランド・ミラクルのトライアウトに挑戦するも最終ロースター入りならず。2002年、台湾人として初めて中国女子バスケットボールリーグ入りを果たし、5シーズンプレーした。国内リーグの女子超級籃球聯賽で引退。北京オリンピック世界最終予選にはチャイニーズタイペイ最年長の37歳で出場し、平均20得点を記録した。
現役時代の1996年にマンドポップ歌手としてアルバムをリリースし、引退後の2012年には女優として「寶米恰恰」に出演した。同年、立法委員選挙・新北市選挙区に中国国民党から立候補したが、林淑芬に敗れた。